# 什查夫尼察河畔圣尤里市镇

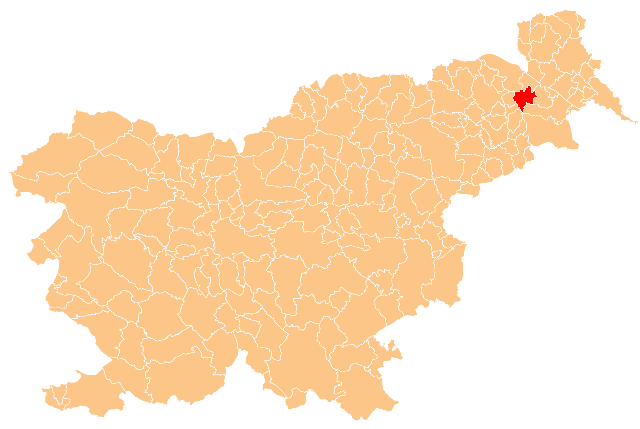
什查夫尼察河畔圣尤里市镇於斯洛維尼亞的位置

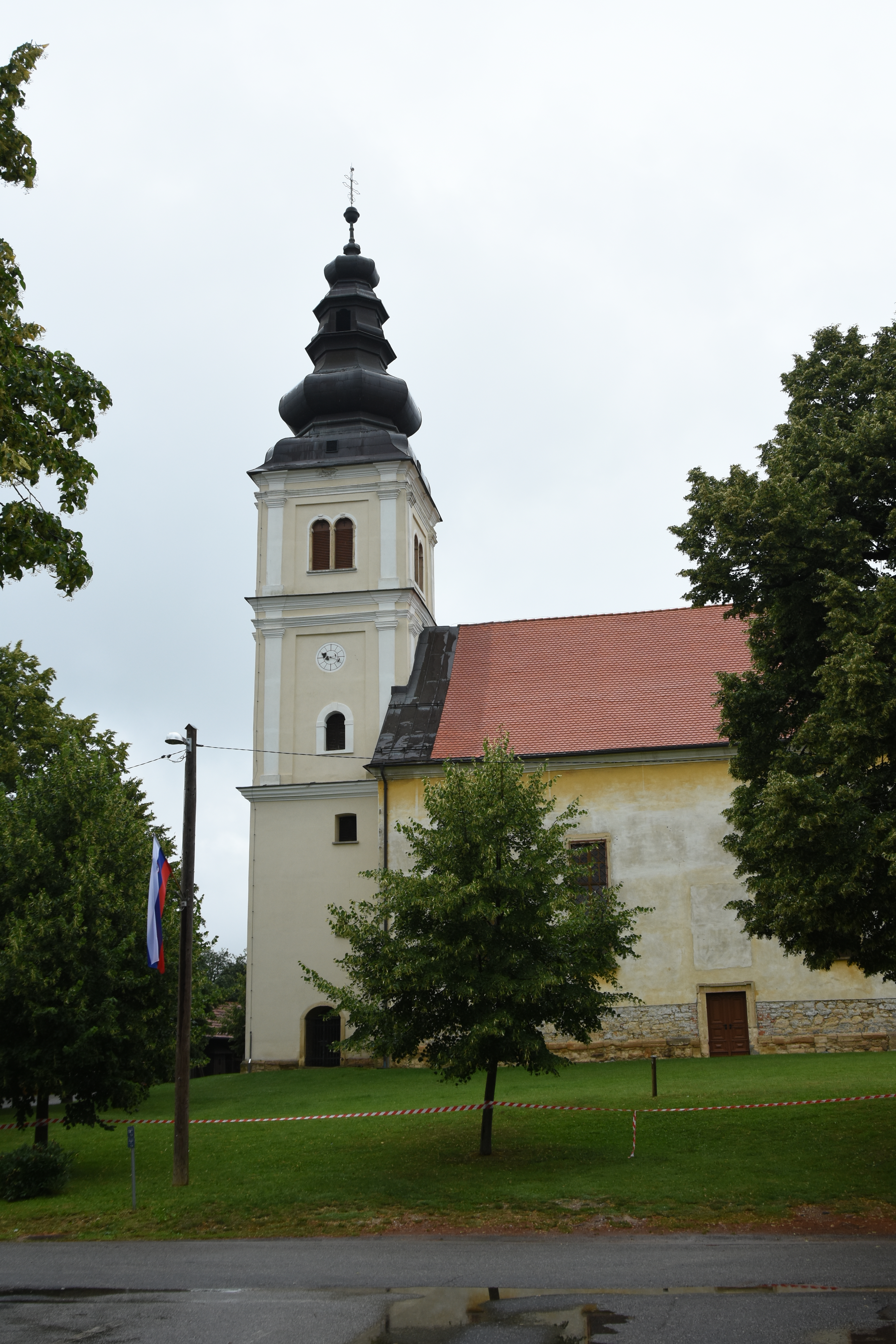
市镇内一教堂

什查夫尼察河畔圣尤里市镇是斯洛文尼亞東北部的一個市镇，行政中心为什查夫尼察河畔圣尤里。面積51.3平方公里，2018年人口2,821。该市镇设立于1994年。

## 外部連結
- 官方网站  （斯洛文尼亚文）
- Sveti Jurij ob Ščavnici at Geopedia （页面存档备份，存于）